# 宮下真紀
宮下 真紀（みやした まき）は、日本のAV女優。
出演作品によって出身地・誕生日・血液型等で異なる記載をしているものが多い。

## 略歴
1990年代後半にデビューした。熟女系AV女優として初の専属契約をソフト・オン・デマンドと結ぶ。

## 作品

### アダルトビデオ(撮りおろし作品）
2000年
- 美熟女AV志願 輪姦妄想の女（8月1日、ハムレット）
- 熟爛漫 淫欲の果て（9月5日、ハムレット）
- 義母 真紀34歳（10月20日、ハムレット）
- 縄肌夫人（11月20日、ハムレット）
- 美熟女ザーメン 宮下真紀のゴックン、ぶっかけ（12月8日、ハムレット）

2002年
- 夜行バス×熟女（7月5日、SODクリエイト）共演:林由美香
- 三十路の視線（7月24日、タカラ映像）
- 美熟女と野獣（8月4日、ディープス）
- 人妻の不倫志願 真紀35歳（8月21日、タカラ映像）
- 熟娘レズ（12月18日、ジャネス）共演:水嶋さなえ
- もしも、宮下真紀が人妻だったら…。（9月6日、ワープエンタテインメント）
- 人妻グッチョリーナ（10月30日、宇宙企画）他出演:友田真希、楠真由美

2003年
- THE Document[熟したパンスト遊戯]（3月20日、未来・フューチャー）
- 美人妻白百合晩餐館III（4月20日、ビッグモーカル）共演:友田真紀、友崎亜希、楠真由美、麻生きょうこ、小泉百合子
- ゆらめき団地妻（4月15日、ルビー）
- 熟妻-うれづま-（6月6日、隼エージェンシー）他出演:遠山あゆ
- 人妻の戯れ 第四章（6月10日、隼エージェンシー）他出演:友田真希、このみ真帆
- オナニスト第四章（7月9日、隼エージェンシー）他多数出演
- フェラコレ2003夏（7月9日、隼エージェンシー）他多数出演
- 熟女乱舞（9月15日、スタイルアート(MOODYZ））共演:菊池エリ、金子リサ
- 熟れる人妻（10月8日、隼エージェンシー）他出演:友田真希、楠真由美、岩崎圭、若松愛子、遠山あゆ
- こだわりの手コキ240スペシャル33人（10月8日、隼エージェンシー）他32名出演
- 熟女レズ（10月30日、ジャネス）共演:菊地えり、金子リサ
- スナック美人ママの下半身相談 ～腐りかけの果実～（9月5日、ディープス）
- 非日常的悶絶遊戯 不動産会社社員、真紀の場合（12月9日、AVS）

2004年
- 特選ミセス 麗しの団地妻 4（1月15日、マドンナ）他出演:叶麗子、麗香
- 熟女おもらし恥態6連発 2（1月15日、マドンナ）他出演:叶麗子、中森朔夜、辻美奈代、涼見瀬里奈、麗香
- 人妻猟奇悶絶（1月16日、月光）
- 痴熟女発情オナニー 2（2月15日、マドンナ）他出演:叶麗子、中森朔夜、辻美奈代、涼見瀬里奈、麗香
- 美熟女…Ｈ 11（4月6日、クリスタル映像）他出演:島田美佳、麻美ゆうか、美月静香、神崎由真
- ～禁断の性～ 友達の母 3（4月15日、マドンナ）他出演:叶麗子、涼見瀬里奈
- 中出しマダム 1（4月15日、マドンナ）他出演:叶麗子、中森朔夜、辻美奈代、涼見瀬里奈、麗香
- 実録中出し第八章～痴女編（5月7日、タカラ映像）他出演:三上翔子、松沢はな、七海りあ、沙里奈ユイ、友田真希
- 官能淫語詩合わせ 淫歌朗読バトルトーナメント（10月7日、SODクリエイト）共演:波風まお、西村あみ、稲沢綾、富士子
- 人妻解放区 年下青年陵辱淫乱妻 ＃012 宮下真紀36才　(12月16日GUTS）
- 長崎みなみの未亡人下宿（12月21日、グラフィティジャパン）共演:kaede

2005年
- 近親相姦陵辱レイプ 息子の前で犯されて（2月17日、ヒビノ）
- 義母奴隷（8月13日、MOODYZ）
- 嗚呼 癒しの巨乳熟女（7月22日、笠倉出版社）他出演:友崎亜希、楠真由美、小泉麻由、友田真希、葉山杏子、野中雪子
- 熟女筆下ろし最高塾 2（8月20日、ホットエンターテイメント）他出演:三浦千明、松雪令奈、青山玲加
- 最強レズバトル14人3時間（11月13日、マルクス兄弟）他出演:友田真希、楠真由美、七海りあ、保坂ゆう、友崎亜希、岡野美憂、七瀬カズサ、樋口夕希、藤谷和美、臼井利奈、倉本安奈、桜田さくら、月野しずく

### イメージビデオ
- 非日常的クネクネ映像集 Phantom夢sexy image collecti（2007年7月4日、AVS）他出演:友崎亜希、上村春奈、叶麗子、水口あみ、小池絵美子、松沢真理、あらきれいこ、桜木萌